# ارمي دورنر
ارمي دورنر (بالدنماركية: Iben Dorner)‏ هي ممثلة دانمركية، ولدت في 19 أكتوبر 1978 في الدنمارك.

## وصلات خارجية
- ارمي دورنر على موقع IMDb (الإنجليزية)
- ارمي دورنر على موقع ألو سيني (الفرنسية)
- ارمي دورنر على موقع أول موفي (الإنجليزية)
- ارمي دورنر على موقع قاعدة بيانات الفيلم (الإنجليزية)
- ارمي دورنر على موقع كينوبويسك (الروسية)